# Чобави
Чобави (кор. 조바위) — традиционный корейский зимний головной убор из шёлка с наушниками, который носили женщины. С момента его первого появления в поздний период династии Чосон, его повсеместно носили вместо аяма (головной убор с большой тесьмой на спине). Хотя чобави и носили как представительницы высшего класса, так и простолюдинки, преимущественно он всё-таки использовался женщинами класса янбан в качестве декоративного головного убора для прогулки. Кроме того, чобави носили не только как официальный головной убор, но также надевали по особому случаю. Даже если женщина не была одета в официальный костюм, то наличие чобави делал его таковым.
Чобави не покрывает верхушку головы также как и другие зимние головные уборы, такие как аям, намбави, пунчха, но полностью закрывает лоб и уши. Внешняя поверхность чобави в основном сделана из нескольких вариантов шёлка, называемым са (사, 紗) или тан (단, 緞), в то время как внутренняя из тана, мёнджу (명주 — более блестящий шёлк) или хлопка.
Кисточки крепятся на обеих сторонах чобави: передней и задней. Кисточки могут быть украшены ювелирными изделиями. Некоторые чобави украшались аксессуарами из серебра, жада, агата и других драгоценных камней. Эти украшения, как правило, находились на правой и левой сторонах лба и на нижней части чобави со стороны спины. Передняя и задняя части верхушки чобави свободно завязывались ниткой, которая либо состояла из коралловых бусинок или серебра с простыми или цветочными плетениями.
Существовали чобави с вышивкой из бисера или кымбаком (золотое шитьё). Такие чобави обычно носили дети или молодые женщины. Рисунками кымбака обычно были цветы или поздняя ханча, изображавшая пугви (부귀, 富|貴 — богатство и почести), танам (다남, 多男 — много сыновей), субок (수복, 壽福 — долгая жизнь и счастье) или каннён (강녕, 康寧 — счастье и мир). Это украшение находилось на обеих сторонах наушников чобави. В настоящее время такие чобави надевают маленьким девочкам по случаю тольджанчхи, который празднуется в первый день рождения.